# Gitta Jacob
Gitta Jacob (* 1973) ist eine deutsche Psychologin und Psychotherapeutin.

## Leben
Jacob studierte von 1996 bis 1999 an der Albert-Ludwigs-Universität Freiburg. 2002 promovierte Jacob und habilitierte ebenda. Seither ist sie Privatdozentin. Nach mehreren Jahren am Universitätsklinikum Freiburg, wechselte sie 2013 zur GAIA AG, wo sie leitende Psychotherapeutin ist.

## Werk
Gitta Jacob verfasste Bücher und Fachartikel über Themen aus dem Bereich der Psychotherapie.

## Schriften (Auswahl)

### Bücher
- zusammen mit Laura Seebauer und Hannie van Genderen: Andere Wege gehen. Lebensmuster verstehen und verändern - ein schematherapeutisches Selbsthilfebuch. 2. Auflage. Beltz, Weinheim/Basel 2017, ISBN 978-3-621-28415-8.
- zusammen mit Laura Seebauer: Imaginatives Überschreiben. Hogrefe, Göttingen 2021, ISBN 978-3-8017-2821-2.
- zusammen mit Laura Seebauer: Schluss mit meiner Wenigkeit! Selbstvertrauen erlangen und selbstsicher handeln. Beltz, Weinheim/Basel 2015, ISBN 978-3-621-28265-9.
- Auf der Gefühlsebene. Emotionsfokussierte Techniken effektiv und zielorientiert einsetzen. Beltz, Weinheim/Basel 2021, ISBN 978-3-621-28806-4.
- zusammen mit Friederike Potreck-Rose: Selbstzuwendung, Selbstakzeptanz, Selbstvertrauen. Psychotherapeutische Interventionen zum Aufbau von Selbstwertgefühl. 10. Auflage. Klett-Cotta, Stuttgart 2016, ISBN 978-3-608-89194-2.
- zusammen mit Arnoud Arntz: Schematherapie. 2. Auflage. Hogrefe, Göttingen 2022, ISBN 978-3-8017-3125-0.
- „Leben geht nur vorwärts. Wann es Zeit ist, das innere Kind in Ruhe zu lassen und durchzustarten“ Beltz Verlag, 2024, ISBN 9783407867957